# إيرين س. بيرغر
إيرين س. بيرغر (بالإنجليزية: Irene C. Berger) هي قاضية ومحامية أمريكية، ولدت في 27 سبتمبر 1954 في Faraday, West Virginia ‏ في الولايات المتحدة.